# Treffendel
Treffendel (tiếng Breton: Trevendel) là một commune ở Ille-et-Vilaine thuộc vùng Bretagne, tây bắc nước Pháp.

## Dân số
Người dân ở Treffendel được gọi là Treffendelois.
| Năm | 1962 | 1968 | 1975 | 1982 | 1990 | 1999 | 2006 |
| --- | ---- | ---- | ---- | ---- | ---- | ---- | ---- |
| Dân số | 527  | 563  | 577  | 550  | 623  | 768  | 1206 |
| From the year 1962 on: No double counting—residents of multiple communes (e.g. students and military personnel) are counted only once. |      |      |      |      |      |      |      |